# クロハラアジサシ

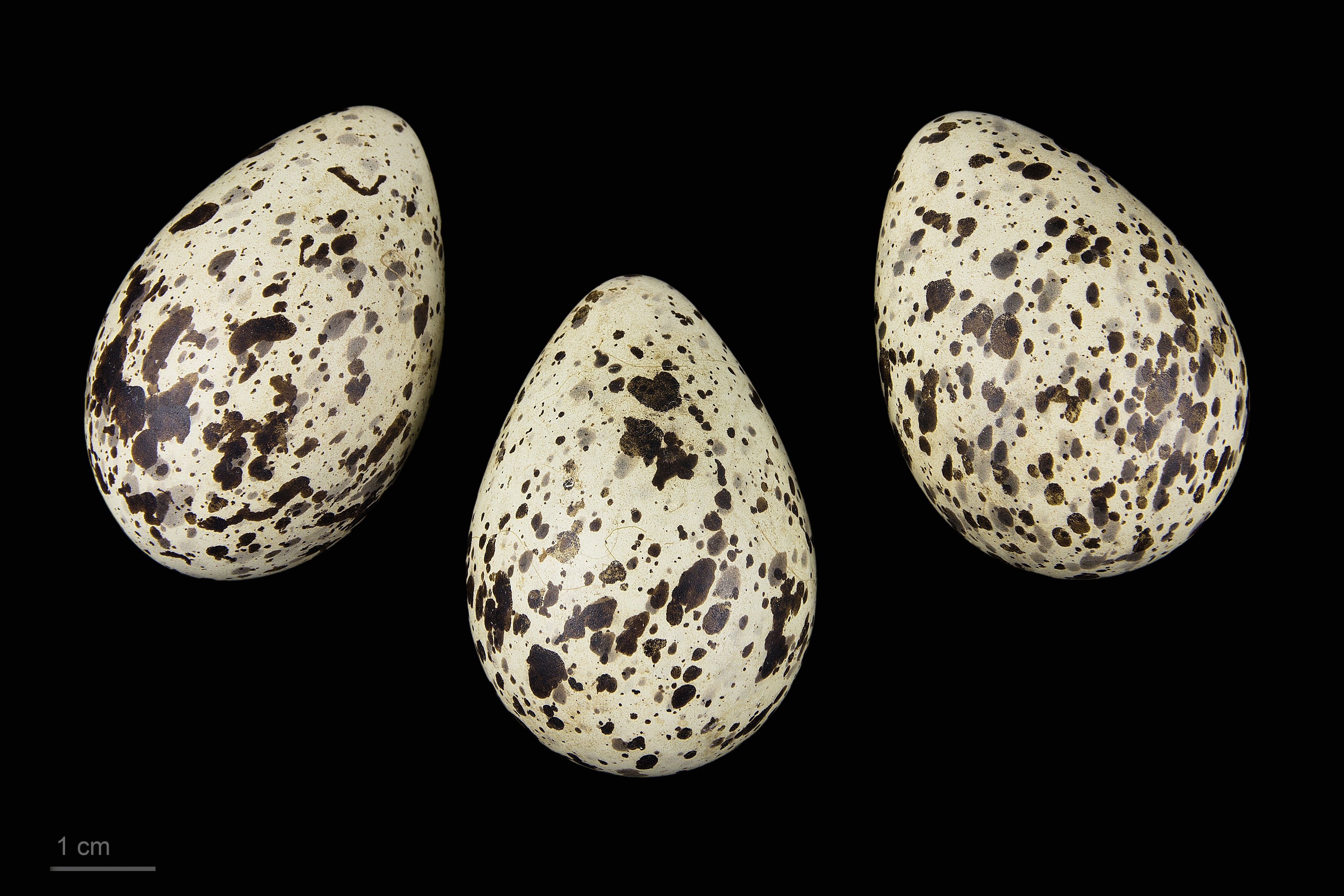
Chlidonias hybrida hybrida

クロハラアジサシ（黒腹鯵刺、学名：Chlidonias hybridus）は、チドリ目カモメ科に分類される鳥類の一種である。

## 分布
ヨーロッパ南部から中央アジア、アフリカ、南アジア、中国東北部、オーストラリアで繁殖するが、繁殖地域は点在している。北方で繁殖した個体は、冬季アフリカ、インド、オーストラリアに南下し越冬する。
日本では旅鳥として5月から10月にかけて各地で観察されるが、数は少ない。南西諸島ではよく見られる。

## 形態
体長23-29cm。翼開長は64-70cm。夏羽は頭上が黒く、頬は白い。胸、腹、背中は灰黒色、翼は灰色。嘴は暗い赤色である。冬羽では頭から腹は白く、後頭部と目の後方に黒斑がある。嘴と足は黒くなる。雌雄同色である。

## 生態
非繁殖期は、海岸、干潟、埋立地、湖沼などに生息する。内陸部の水域にも入る。群れを形成していることが多い。繁殖期には、湿地や湖沼などの周辺に生息し、コロニーを形成する。
食性は動物食で、小魚や 昆虫類を捕食する。水中の餌を捕食する時は、水面を嘴ですくうようにして食べることが多い。小魚を捕食する時には、水面に浅くダイビングすることもある。

繁殖形態は卵生。川岸や湿地に浮いている植物の上などに営巣し2-3卵産む。抱卵日数は19-20日、雛は22-24日で巣立つ。
鳴き声は「キョッ　キョッ」、「ケー　ケー」など。
左がハジロクロハラアジサシ、右下がクロハラアジサシ、右上ハシグロクロハラアジサシ